# Оршанский замок
Орша́нский замок (бел. Аршанскі замак) — замок, существовавший XIV—XVII столетиях у слияния Днепра и Оршицы в городе Орша, Витебской области Белоруссии.

## История

### XV век
Каменный замок в Орше возводился во время правления Витовта, о чём свидетельствует сохранившееся его письмо из Орши орденскому маршалу в Королевец. В этом письме он просит ускорить приезд мастера каменных работ, так как «тот выпросился в Кенигсберг по разным делам и для взятия принадлежностей, которые необходимы для его работы, и нам обещал снова возвратиться до Троицы… Ныне наши люди сообщали, что он еще не возвратился, и наши работы приостановлены из-за его отсутствия, так как он настаивал, чтобы строительство без него не продолжалось. Поэтому мы просим Вас, милый господин маршалка, чтобы прислали нам того мастера каменных дел, ибо нам это довольно срочно надо или пришлите другого, чтобы наши работы не задерживались».
Фундамент замка был сделан из каменных валунов, а стены были сложены техникой так называемой «полосатой кладки» (когда слои, выложенные из валунов, выравнивались слоями из кирпича).

### XVI век

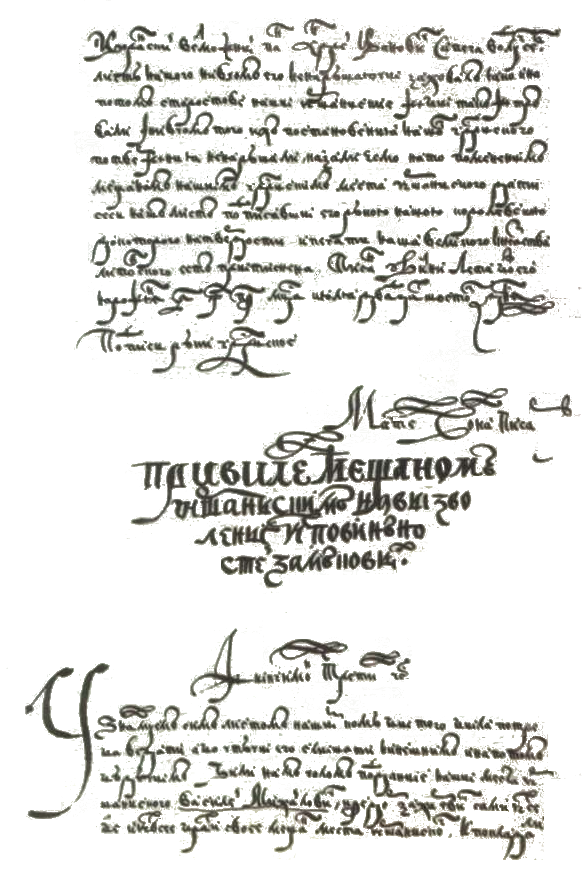
Привилей оршанским мещанам на освобождение от замковых повинностей.
Фрагмент метрики ВКЛ. 1589 год.

К началу XVI века оршанский замок был построен из камня только наполовину, что не помешало ему выдержать несколько осад. В 1500 году замок был занят войсками Московского княжества, в 1503 году возвращён в состав Великого княжества Литовского. Устоял во время осад 1507 и 1519 годов. В 1514 году недалеко от замка произошла известная битва, в которой московские войска потерпели поражение.
Сохранилось описание оршанского каменного замка, по сведениям инвентаря за 1560 год. Согласно ему, проезд в замок был с запада по мосту через Оршицу. Последний пролёт моста поднимался на цепях. Башня с воротами была деревянной двухъярусной. Внутри неё была система запорных сооружений. Внизу башня защищалась большой бронзовой пушкой, вторая меньшая пушка находилась на верхнем ярусе. Вторая башня, слева от воротной, так же была двухъярусной, наполовину «муром обмурована», защищена одной пушкой, требующей «окования». Первый ярус третьей башни был каменным, а второй — деревянным. Внутри этой башни был цейхгауз, в котором хранились: 33 гаковницы, 20 аркебуз, 3 небольшие железные пушки, пушечные ядра и пули, свинец, порох и прочие принадлежности. На берегу Днепра стояла четвертая двухъярусная башня. Недалеко от неё был «тайник деревянный фундованный для воды у Днепр». Пятая башня замыкала кольцо замковых стен. Между пятой и воротной башней размещались две железных пушки.
В 1593 году, проезжая через Оршу, Трифон Коробейников в своём «Хождении» оставил следующее описание: «городок Орша каменный, стоит на реке Непре на берегу с Литовской стороны, а верхней бой на стене и на башнях деревянной». В том же 1593 году Николай Варкоч, будучи послом Австро-Венгрии, проезжая через Оршу, оставил следующие воспоминания в своем дневнике: : «…рано приехали в Оршу: это очень обширный город, лежит на двух реках Оршице и Днепре, там есть королевский, впрочем — деревянный замок, который должно быть значительная пограничная крепость, и считается сильною, так как отчасти обнесена стеной и с одной стороны омывается рекой Днепром, а с другой — Оршицей».
Несмотря на то, что на нужды замка шла часть доходов местной воскобойни и гостиного двора, к концу XVI века он все ещё не был достроен, что видно из «Уставы повинностей», данной горожанам королём Сигизмундом III. Согласно ей оршанцы должны были «бланки на стене замковой от Иршицы оправлять… и знову заробити, кгды опадуть». Также согласно «уставы»: «Теж мещане места здешнего повинны вси и кождый засобна, для обороны в час небеспечности замковой от неприятеля господарского, стрельбу вшелякую, то есть гаковницы, ручницы и сагайдаки и иную оборону, то есть рогатину и што иного ку той обороне наложить у домех своих мети, а без обороны таковое в дому своим не мешкать».

### XVII век

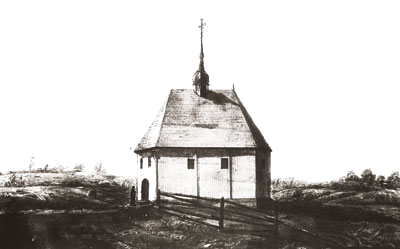
Струков Д. М. Церковь на старом замке в Орше, XVII век.

В 1620 году король Сигизмунд III подписал привилей на магдебургское право Орше, в котором подтвердил обязанности горожан по обороне города. Видимо, к этому году замок был полностью достроен. В то время оршанская оборона состояла из трёх линий: деревянные внешние укрепления с тремя воротами (Днепровскими, Витебскими и Могилевскими), каменный пятибашенный замок и деревянный замок на мысу у слияния Днепра и Оршицы. По сведениям того времени, высота стен каменного замка была неравной: с уязвимой стороны — севера и запада до 8 м, со сторон, защищённых реками и высоким берегом,— 5,3 м. Толщина стен была «в сажень» (около 2 м). Периметр укреплений равнялся 354 м.
В течение русско-польской войны 1654—1667 годов замок неоднократно переходил из рук в руки. Сохранилось описание оршанского замка, сделанное в это время царским воеводой М. Полуэктовым: «Каменного городу стен по мере 130 сажней с полусаженью… А вышыня стен городу 3 сажени. А инде и полчетверти, кроме зубцов. А зубцовые все обломались. А ширина в стене сажень. В стене камень дичь до зубцов. А розволялось каменной городовой стены 68 сажен с полусаженью. А ворот у каменного города и башен ни одной нет. А острогу поставлено стоячего по мере 96 сажен, а над землею вышына острогу полтары сажени. А башень не поставлено. Абламов нет… и подмостов и боев не делано ж. А недоделано острогу по мере 27 сажен».
В 1654 году русские воеводы восстановили деревянный замок. В декабре этого года город был возвращён Янушем Радзивиллом. В следующем году Орша была захвачена стольником 3амятней Леонтьевым и перешла под власть Русского царства. Путешественники, проезжавшие через город в конце XVII века, не упоминали больше о каменных строениях замка. После разорения Орши в Северной войне город уже не восстанавливал свои укрепления.

## Современное состояние

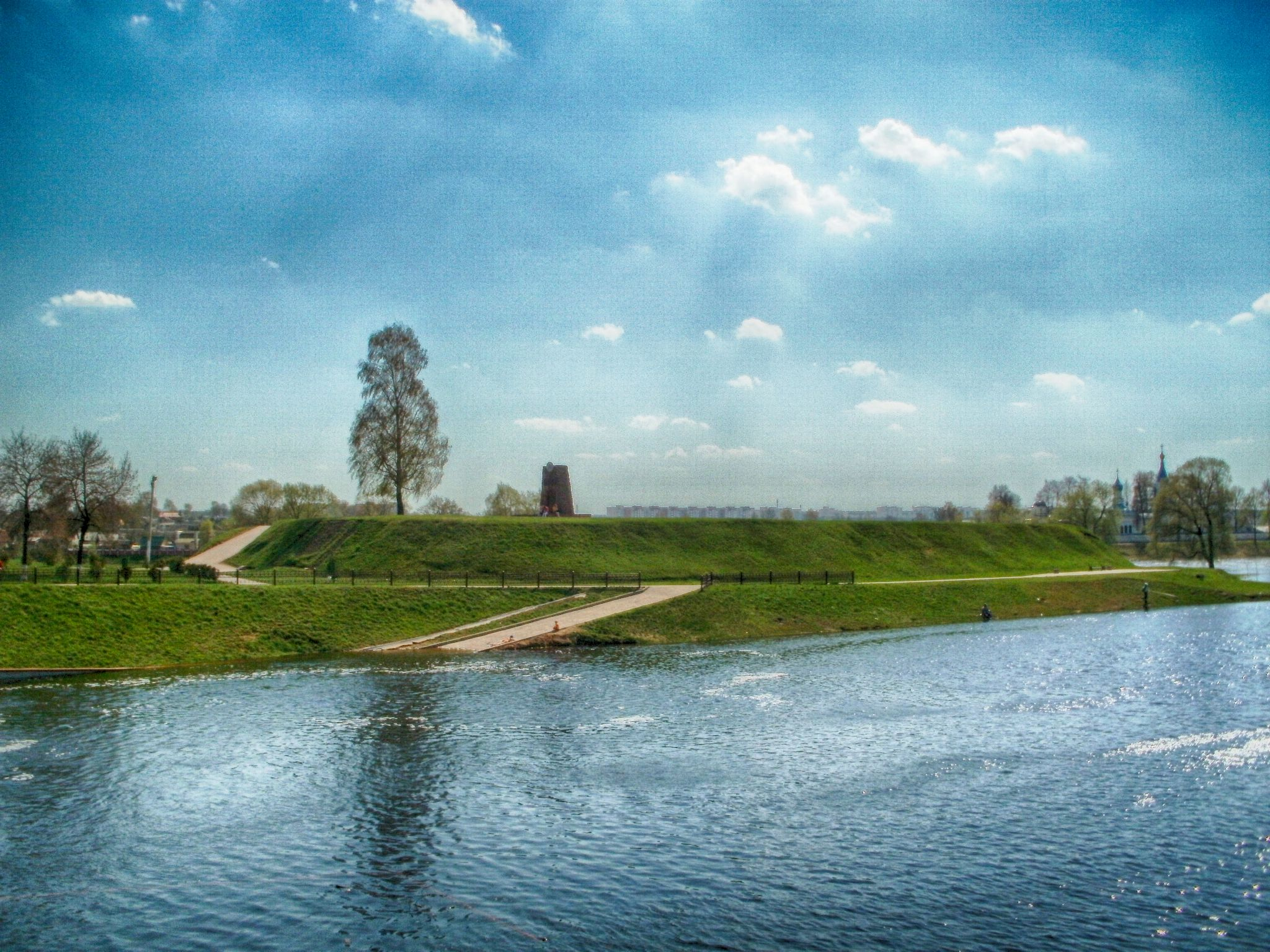
Оршанское замчище. 2012 г.

До наших дней оршанский замок не сохранился. В 2003 году археологи обнаружили основание фундамента замка — известковую подушку с добавлением глины, песка и битого кирпича.